# Storstadssatsningen
Storstadssatsningen, eller De lokala utvecklingsavtalen, var ett åtgärdspaket riktat till Sveriges mest utsatta stadsdelar, som klubbades igenom av riksdagen 1998 och bedrevs 1999-2004 i sju kommuner. Dessa 24 stadsdelar i sju kommuner hade precis innan varit föremål för Blommansatsningen som utöver de sju även omfattade Solna kommun. Två miljarder kronor avsattes för satsningen.
Målen med storstadssatsningen var att minska segregationen, skapa förutsättningar för tillväxt och generellt förbättra livsvillkoren för de boende i storstadsregionernas socialt utsatta förorter. Tanken var att det statliga bidraget till satsningen skulle kompletteras med minst samma summa av de berörda kommunerna. En annan central del av satsningen var att projekten skulle ske i samverkan mellan berörda institutioner inom folkhälsa, integration, arbetsmarknad, utbildning m.m. och det lokala föreningslivet.[källa behövs]
I efterhand har storstadssatsningen blivit kritiserad för att inte ha givit några permanenta strukturella förbättringar utan bara en tillfälligt ökad bidragstillförsel. Utvärderingar har kritiserat satsningen för att ha haft orealistiska målsättningar.

## Områden
Per den 1 december 2004 hade 2074 miljoner statliga medel tilldelats i ram till sju kommuner. Områdenas befolkningsstorlek varierade från 3500 till 24 000 invånare.
| Kommun            | Område              | Ram enligt satsningen (SEK) |
| Botkyrka kommun   |                     | 188 miljoner                |
| ----------------- | ------------------- | --------------------------- |
|                   | Alby                |                             |
|                   | Fittja              |                             |
|                   | Hallunda-Norsborg   |                             |
| Göteborgs kommun  |                     | 345 miljoner                |
|                   | Bergsjön            |                             |
|                   | Gårdsten            |                             |
|                   | Hjällbo             |                             |
|                   | Norra Biskopsgården |                             |
| Haninge kommun    |                     | 181 miljoner                |
|                   | Jordbro             |                             |
| Huddinge kommun   |                     | 183 miljoner                |
|                   | Flemingsberg        |                             |
|                   | Vårby               |                             |
|                   | Västra Skogås       |                             |
| Malmö kommun      |                     | 487 miljoner                |
|                   | Fosie               |                             |
|                   | Hyllie              |                             |
|                   | Rosengård           |                             |
|                   | Södra Innerstaden   |                             |
| Stockholms kommun |                     | 506 miljoner                |
|                   | Husby               |                             |
|                   | Rinkeby             |                             |
|                   | Rågsved             |                             |
|                   | Skärholmen          |                             |
|                   | Tensta              |                             |
| Södertälje kommun |                     | 184 miljoner                |
|                   | Fornhöjden          |                             |
|                   | Geneta              |                             |
|                   | Hovsjö              |                             |
|                   | Ronna               |                             |